# Đào Văn Lợi
Đào Văn Lợi (19 tháng 5 năm 1947 – 2011) là một sĩ quan cấp cao trong Quân đội nhân dân Việt Nam, hàm Trung tướng, Phó Giáo sư, Tiến sĩ, nguyên Giám đốc Học viện Lục quân Việt Nam (2000–2008).

## Thân thế
Đào Văn Lợi quê ở xã Ninh Thành, huyện Ninh Giang, tỉnh Hải Dương.

## Sự nghiệp
Đào Văn Lợi nhập ngũ ngày 15 tháng 4 năm 1965, từ đó đến tháng 2 năm 1968, ông là chiến sĩ rồi cán bộ thuộc Trung đoàn 141, Sư đoàn 312.
Ngày 30 tháng 11 năm 1967, Đào Văn Lợi gia nhập Đảng Nhân dân Cách mạng Việt Nam.
Ngày 30 tháng 8 năm 1968, ông trở thành đảng viên chính thức.
Tháng 4 năm 1973, ông đảm nhận vai trò Trợ lý Quân lực Sư đoàn 7, Quân đoàn 4, Quân đội nhân dân Việt Nam.
Tháng 3 năm 1975 đến tháng 5 năm 1976, Đào Văn Lợi học tại Học viện Lục quân Việt Nam.
Tháng 6 năm 1976 đến tháng 3 năm 1978, ông giữ chức Tiểu đoàn trưởng Tiểu đoàn 1, Trung đoàn 141, Sư đoàn 7, Quân đoàn 4, Quân đội nhân dân Việt Nam.
Tháng 2 năm 1980, ông được bổ nhiệm làm Phó phòng tác chiến Quân đoàn 4.
Tháng 3 năm 1985, ông học lớp đào tạo cán bộ cấp Sư đoàn và quân đoàn tại Học viện Quân sự cao cấp.
Tháng 8 năm 1987, ông được bổ nhiệm làm Phó Sư đoàn trưởng Sư đoàn 7, Quân đoàn 4, Quân đội nhân dân Việt Nam.
Tháng 8 năm 1988, ông được bổ nhiệm giữ chức Sư đoàn trưởng Sư đoàn 7, Quân đoàn 4, Quân đội nhân dân Việt Nam.
Tháng 12 năm 1989, ông chuyển sang làm Sư đoàn trưởng Sư đoàn 9, Quân đoàn 4, Quân đội nhân dân Việt Nam.
Tháng 2 năm 1993, ông học lớp chính trị cao cấp tại Học viện Chính trị Quân sự.
Tháng 9 năm 1993, ông được bổ nhiệm giữ chức Phó Tư lệnh, Tham mưu trưởng Quân đoàn 4.
Tháng 7 năm 1997, ông được bổ nhiệm làm Hiệu trưởng Trường Sĩ quan Lục quân 2.
Tháng 11 năm 2000, ông chuyển công tác giữ chức vụ Giám đốc Học viện Lục quân Việt Nam.
Ngày 1 tháng 7 năm 2008, Thủ tướng Chính phủ ký Quyết định nghỉ hưu theo chế độ đối với Trung tướng Đào Văn Lợi.

## Lịch sử thụ phong quân hàm
| Năm thụ phong | 1970                                         | 1972                                                | 1975                                      | 1978                                    | 1982                                                 | 1986                                      | 1990                                             | tháng 1 năm 1998                                | tháng 7 năm 2003                                     |
| ------------- | -------------------------------------------- | --------------------------------------------------- | ----------------------------------------- | --------------------------------------- | ---------------------------------------------------- | ----------------------------------------- | ------------------------------------------------ | ----------------------------------------------- | ---------------------------------------------------- |
| Quân hàm      | Tập tin:Vietnam People's Army Lieutenant.jpg | Tập tin:Vietnam People's Army Senior Lieutenant.jpg | Tập tin:Vietnam People's Army Captain.jpg | Tập tin:Vietnam People's Army Major.jpg | Tập tin:Vietnam People's Army Lieutenant Colonel.jpg | Tập tin:Vietnam People's Army Colonel.jpg | Tập tin:Vietnam People's Army Senior Colonel.jpg | Tập tin:Vietnam People's Army Major General.jpg | Tập tin:Vietnam People's Army Lieutenant General.jpg |
| Cấp bậc       | Trung úy                                     | Thượng úy                                           | Đại úy                                    | Thiếu tá                                | Trung tá                                             | Thượng tá                                 | Đại tá                                           | Thiếu tướng                                     | Trung tướng                                          |